# Honor Among Lovers
Honor Among Lovers è un film del 1931 diretto da Dorothy Arzner.
Il soggetto trae spunto da Paid in Full, un lavoro teatrale del 1908, ma qui Austin Parker cambia la storia che in origine vedeva la protagonista femminile sposata a un ragioniere ladro e insidiata da un armatore. Il dramma originale di Eugene Walter era già stato portato sullo schermo due volte con i film muti Paid in Full di Augustus E. Thomas del 1914 e con un altro Paid in Full del 1919 diretto da Émile Chautard e interpretato da Pauline Frederick.

## Produzione
Il film fu prodotto dalla Paramount Pictures.

## Distribuzione
Distribuito dalla Paramount Pictures, il film uscì nelle sale cinematografiche statunitensi il 21 marzo 1931.